# Hygroaster
Hygroaster — рід грибів родини Tricholomataceae. Назва вперше опублікована 1955 року.